# Тихонов, Иван Никитич
Ива́н Ники́тич Ти́хонов (род. 1 мая 1950 или 1 марта 1950, Сабанчино, Чувашская АССР) — советский легкоатлет, специалист по спортивной ходьбе. Выступал на всесоюзном уровне в 1970-х и 1980-х годах, победитель Кубка мира в командном зачёте, бронзовый призёр Спартакиады народов СССР и чемпионата СССР, победитель первенств республиканского значения. Представлял Сочи и спортивное общество «Спартак». Мастер спорта СССР международного класса. Тренер по лёгкой атлетике.

## Биография
Иван Тихонов родился 1 мая 1950 года в селе Сабанчино Яльчикского района Чувашской АССР.
Занимался лёгкой атлетикой в Школе высшего спортивного мастерства в Чебоксарах, окончил факультет физического воспитания Чувашского государственного педагогического института (1975). Неоднократно становился чемпионом и рекордсменом Чувашии в различных дисциплинах спортивной ходьбы.
Впоследствии переехал на постоянное жительство в город Сочи Краснодарского края, выступал за добровольное спортивное общество «Спартак».
В 1976 году за выдающиеся спортивные достижения удостоен почётного звания «Мастер спорта СССР международного класса».
Наивысших успехов в своей спортивной карьере добился в сезоне 1983 года. В апреле завоевал бронзовую награду в ходьбе на 50 км на домашних соревнованиях в Сочи, установив при этом свой личный рекорд — 3:49:52. В июне принял участие в чемпионате страны в рамках VIII летней Спартакиады народов СССР в Москве, где с результатом 4:00:09 так же стал бронзовым призёром, уступив только Сергею Юнгу и Николаю Удовенко. Благодаря череде успешных выступлений вошёл в состав советской сборной и в сентябре удостоился права представлять Советский Союз на Кубке мира по спортивной ходьбе в Бергене — в той же дисциплине показал результат 3:58:14 и финишировал восьмым, вместе с соотечественниками стал победителем мужского общекомандного зачёта (Кубка Лугано).
В 1986 году стал призёром первенства РСФСР по спортивной ходьбе.
После завершения спортивной карьеры работал тренером по лёгкой атлетике в Сочи.